# Craspedolcus montezuma
Craspedolcus montezuma är en stekelart som först beskrevs av Cameron 1887.  Craspedolcus montezuma ingår i släktet Craspedolcus och familjen bracksteklar. Inga underarter finns listade i Catalogue of Life.